# Renate Urne
Renate Urne, née le 11 juin 1982 à Bergen, est une ancienne handballeuse internationale norvégienne. Elle a notamment évolué dans les clubs de Tertnes Bergen et HC Leipzig.

## Palmarès

### Sélection
- Championnat du monde
  -  3e du Championnat du monde 2009,  Chine[3]

### Club
- Finaliste de la Coupe EHF en 2009[4]